# Latitudine

Latitudinile

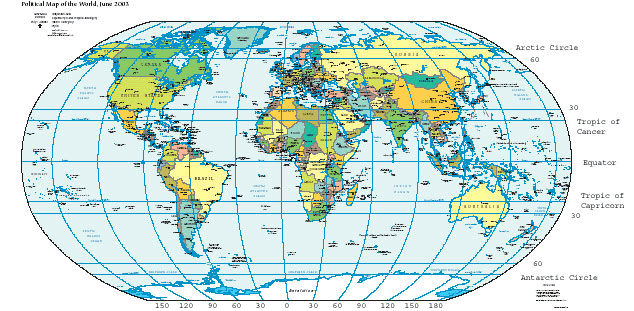
Harta Pământului arătând liniile de latitudine, care apar aici drepte și orizontale, dar care sunt de fapt circulare cu raze diferite.

Latitudinea este una dintre cele două coordonate geografice care descriu poziția unui punct de pe suprafața Pământului. Latitudinea unui punct este unghiul dintre direcția de la centrul Pământului spre acel punct și planul ecuatorului. Dacă punctul este situat la nord de ecuator, latitudinea se numește latitudine nordică, notată N, sau se dă cu semnul plus; dacă punctul este situat la sud de ecuator, latitudinea se numește latitudine sudică, notată S sau se dă cu semnul minus.
Punctele de pe Pământ având aceeași latitudine alcătuiesc un cerc numit paralelă.

## Latitudini importante

### Ecuatorul
Articol principal: Ecuator
Ecuatorul este paralela de 0°. La 0° nu se mai specifică dacă este vorba de latitudine nordică sau sudică. Cele două emisfere imaginare formate de ecuator sunt numite boreală (cea nordică) și australă (cea sudică).
Ecuatorul este cea mai lungă dintre paralele.

### Tropicele
Tropicele sunt cele două paralele de la 23°27′ latitudine nordică și sudică. Paralela de 23°27′N este cunoscută sub numele de „Tropicul de Nord”, „Tropicul Racului” sau mai rar „Tropicul Cancerului”. Paralela de 23°27′S este denumită „Tropicul Capricornului” sau „Tropicul de Sud”.
Punctele de pe Tropicul de Nord au Soarele la zenit la momentul amiezii la solstițiul din iunie (solstițiul de vară pentru emisfera nordică). Punctele de pe Tropicul de Sud au Soarele la zenit la amiază la solstițiul din decembrie (solstițiul de iarnă pentru emisfera nordică). În punctele de pe Pământ situate între cele două tropice, Soarele se află la amiază la sud de zenit în timpul unei părți din an și la nord de zenit în restul anului. Pentru punctele situate la nord de Tropicul de Nord, Soarele se află la amiază totdeauna la sud de zenit, iar pentru punctele situate la sud de Tropicul de Sud, Soarele se află la amiază la nord de zenit.
Denumirile tropicelor (Racului și respectiv Capricornului) provin de la numele constelațiilor în care se află Soarele în momentul solstițiilor de vară nordică, respectiv iarnă nordică, conform zodiacului european.

### Cercurile polare
Articol principal: Cerc polar
Cercurile polare sunt cele două paralele de 66°33′ latitudine nordică și respectiv sudică. Paralela de 66°33′ latitudine nordică se numește cercul polar de nord sau, uneori, cercul polar arctic. Paralela de 66°33′ latitudine sudică se numește cercul polar de sud sau, uneori, cercul polar antarctic. 
Punctele de pe Pământ situate la nord de cercul polar de nord și cele situate la sud de cercul polar de sud au o perioadă, în jurul solstițiului de vară, în timpul căreia soarele nu apune deloc câteva zile la rând. Această perioadă se numește zi polară. Similar, în jurul solstițiului de iarnă există o perioadă numită noapte polară, în timpul căreia soarele nu răsare câteva zile la rând.

### Polii geografici
Articol principal: Pol geografic
Paralelele 90°N și 90°S sunt reduse fiecare la câte un singur punct și se numesc polii geografici ai Pământului, anume Polul Nord și respectiv Polul Sud.

## Măsurare
Latitudinea se calculează măsurând înălțimea în grade a Stelei Polare deasupra orizontului, folosind un sextant. În emisfera australă trebuie luată ca referință înălțimea în grade a polului sud celest.